# Tournament of Nations (Frauenfußball)
Das Tournament of Nations war ein Einladungsturnier für Frauen-Fußballnationalmannschaften, zu dem der US-Fußballverband erstmals 2017 die Mannschaften aus Australien, Brasilien und Japan einlud. Das Turnier sollte jeweils im Sommer der Jahre stattfinden, in denen es keine Weltmeisterschaft der Frauen oder Olympische Spiele gibt. Im Mai 2021 entschied der US-Verband das Turnier einzustellen, da aufgrund der von der FIFA festgelegten Freistellungsfenster, nur noch zwei statt drei Spiele im Sommer möglich sind.

## Die Turniere im Überblick
| Jahr         | Sieger     | 2. Platz   | 3. Platz  | 4. Platz  |
| ------------ | ---------- | ---------- | --------- | --------- |
| 2017 Details | Australien | USA        | Japan     | Brasilien |
| 2018 Details | USA        | Australien | Brasilien | Japan     |

## Gesamttabelle
| Rang | Mannschaft | Teil- nahmen | Spiele | Siege | Unent- schieden | Nieder- lagen | Tore | Gegen- tore | Tor- differenz | Punkte |
| ---- | ---------- | ------------ | ------ | ----- | --------------- | ------------- | ---- | ----------- | -------------- | ------ |
| 1    | Australien | 2            | 6      | 5     | 1               | 0             | 17   | 5           | +12            | 16     |
| 2    | USA        | 2            | 6      | 4     | 1               | 1             | 16   | 8           | +8             | 13     |
| 3    | Brasilien  | 2            | 6      | 1     | 1               | 4             | 9    | 19          | −10            | 4      |
| 4    | Japan      | 2            | 6      | 0     | 1               | 5             | 6    | 16          | −10            | 1      |